# 桑原伊十郎
桑原 伊十郎（くわばら いじゅうろう、1874年4月3日 - 1940年1月15日）は、日本の政治家。衆議院議員（1期）。

## 経歴
広島県出身。漢学を学ぶ。台湾弁務署属、山陽貯蓄銀行、中条銀行、広島酒造各(株)専務取締役、台湾商工銀行取締役、公海漁業(株)常務取締役、福山市会議員となる。
1912年の第11回衆議院議員総選挙において広島県郡部から中央倶楽部公認で立候補して当選した。衆議院議員を1期務め、同年11月に議員を辞職した。1940年に死去した。